# 孔徑掩模干涉術

a)顯示了在重新成像的孔徑平面中使用孔徑掩模的簡單實驗。b) 和c) 顯示了由彼得·塔希爾 (天文學家)和合作者放置在凱克望遠鏡的次鏡前的孔徑掩模圖。實心黑色形狀表示子孔徑（掩模中的孔）。凱克主鏡段佈局的投影被疊加。

的次鏡前的孔徑掩模圖。實心黑色形狀表示子孔徑（掩模中的孔）。凱克主鏡段佈局的投影被疊加。]]
孔徑掩模干涉術（英語：或Sparse aperture masking）是一種散斑干涉術，允許從地面望遠鏡（如凱克望遠鏡和甚大望遠鏡）進行繞射限制系統成像，是詹姆斯·韋伯太空望遠鏡上的高對比成像模式。這項科技使地面望遠鏡能够達到最大可能的分辯率，使大口徑的地面望遠鏡能够產生比哈伯太空望遠鏡高得多的分辯率。望遠鏡上放置了一個掩模，只允許光線穿過少數孔。這個孔陣列就像一個微型天文干涉儀。因為掩模會丟棄從天文源接收到的大部分光，該科技的主要局限性在於它僅適用於相對明亮的天體。該方法是由約翰·E·鮑德溫和卡文迪許天體物理學小組合作者在劍橋大學於1980年代末期開發的。

## 說明
在孔徑掩模科技中，雙譜分析（斑點掩模）方法通常應用於通過掩模孔徑拍攝的影像數據，其中大部分孔徑被遮擋，光只能穿過一系列小孔（子孔徑）。孔徑掩模通過使用閉合量從這些量測中去除大氣雜訊，使雙譜的量測速度比未掩模孔徑更快。
為簡單起見，孔徑掩模通常放置在次鏡前方（如圖希爾等人，2000年）或放置在重新成像的孔徑平面內（如哈尼夫等人，1987年；楊等人，2000；鮑德溫等人，1986年），如圖1.a)所示。遮罩通常分為非冗餘或部分冗餘。非冗餘掩模由小孔陣列組成，其中沒有兩對孔具有相同的分離向量（相同的「基線」：參見孔徑合成）。 
每對孔在影像平面中以獨特的空間頻率提供一組條紋。部分冗餘掩模通常被設計為在最小化間距冗餘和最大化輸送量和所研究的空間頻率範圍之間提供折衷（哈尼夫和布舍爾 1992；哈尼夫等人1989）。圖1.b)和1.c) 展示了彼得·圖希爾及其合作者在凱克望遠鏡次鏡前使用的孔徑掩模示例；圖1.b)是非冗餘掩模，而圖1.c)是部分冗餘掩模。 
儘管孔徑掩模可以提高高光照水準下散斑掩模觀測的信噪比，但對於光子雜訊受限的探測器來說，最微弱的極限幅度無法得到顯著改善（見布舍爾和哈尼夫 1993）。

## 詹姆斯·韋伯太空望遠鏡的干涉量測
孔徑掩模干涉量測可在詹姆斯·韋伯太空望遠鏡上使用，這是該科技（或任何形式的干涉量測）在太空中的首次應用。這是通過一個帶有七個孔（子孔徑）的非冗餘掩模實現的，該掩模作為精細制導感測器和近紅外成像儀和無縫光譜儀（NIRISS）的一種模式嵌入。

## 進階讀物
- NIRISS Aperture Masking Interferometry （页面存档备份，存于）

## 外部連結
- Old method brings life to new stars （页面存档备份，存于） – ABC Science Online
- Examples of high-resolution time-lapse movies produced with aperture masking （页面存档备份，存于）
- Peter Tuthill awarded Eureka award for aperture masking work 的存檔，存档日期2011-04-14.